# Île Massey
L'île Massey est une ile canadienne du Nunavut.

## Géographie
Elle fait partie du groupe de l'île de Bathurst et est située au Sud de l'île Vanier et au Nord des îles Alexander et Marc. D'une superficie de 432 km2, elle s'étend sur 47 km de longueur et 34 km de largeur.

## Histoire
Elle a été nommée en l'honneur du gouverneur général du Canada Vincent Massey.